# ضريح نعمة الله ولي
ضريح نعمة الله ولي (بالفارسية: آرامگاه نعمت‌الله‌ولی) ضريح تاريخي يعود إلى السلالة الصفوية، ويقع في ماهان. هذا المبنى هو قبر نعمة الله ولي. 